# Europameisterschaften im Modernen Fünfkampf 1995
Die Europameisterschaften im Modernen Fünfkampf 1995 wurden bei den Herren in San Benedetto del Tronto, Italien, sowie bei den Damen in Berlin ausgetragen. Bei den Damen fand erstmals ein Staffelwettbewerb statt.
Gabriele Ginsner gelang im Einzel mit Bronze als einzige deutsche Starterin ein Medaillengewinn.

## Herren

### Einzel
| Platz | Land       | Sportler           |
| ----- | ---------- | ------------------ |
| 1     | Frankreich | Sébastien Deleigne |
| 2     | Ungarn     | Ákos Hanzély       |
| 3     | Ungarn     | Attila Kálnoki Kis |

### Mannschaft
| Platz | Land       | Sportler                                       |
| ----- | ---------- | ---------------------------------------------- |
| 1     | Ungarn     | Ákos Hanzély Attila Kálnoki Kis Péter Sárfalvi |
| 2     | Frankreich |                                                |
| 3     | Tschechien |                                                |

### Staffel
| Platz | Land     | Sportler |
| ----- | -------- | -------- |
| 1     | Italien  |          |
| 2     | Litauen  |          |
| 3     | Russland |          |

## Damen

### Einzel
| Platz | Land        | Sportlerin       |
| ----- | ----------- | ---------------- |
| 1     | Polen       | Iwona Kowalewska |
| 2     | Polen       | Dorota Idzi      |
| 3     | Deutschland | Gabriele Ginsner |

### Mannschaft
| Platz | Land    | Sportlerinnen                               |
| ----- | ------- | ------------------------------------------- |
| 1     | Polen   | Iwona Kowalewska Dorota Idzi Edyta Małoszyc |
| 2     | Italien |                                             |
| 3     | Ungarn  |                                             |

### Staffel
| Platz | Land       | Sportlerinnen |
| ----- | ---------- | ------------- |
| 1     | Ungarn     |               |
| 2     | Polen      |               |
| 3     | Tschechien |               |

## Medaillenspiegel
| Platz | Land        | Goldmedaille | Silbermedaille | Bronzemedaille |
| ----- | ----------- | ------------ | -------------- | -------------- |
| 1     | Polen       | 2            | 2              | –              |
| 2     | Ungarn      | 2            | 1              | 2              |
| 3     | Frankreich  | 1            | 1              | –              |
| 3     | Italien     | 1            | 1              | –              |
| 5     | Litauen     | –            | 1              | –              |
| 6     | Tschechien  | –            | –              | 2              |
| 7     | Deutschland | –            | –              | 1              |
| 7     | Russland    | –            | –              | 1              |